# 篠原四郎
篠原 四郎（しのはら しろう、1881年（明治14年）6月25日 - 1936年（昭和11年）10月8日）は、大日本帝国陸軍軍人。最終階級は陸軍少将。功四級。

## 経歴・人物
山口県出身。1902年（明治35年）陸軍士官学校第14期卒業。1912年（大正元年）陸軍大学校第24期卒業。
1923年（大正12年）8月に陸軍歩兵大佐・台湾歩兵第2連隊長、1927年（昭和2年）7月に第8師団参謀長、1929年（昭和4年）8月に陸軍少将・歩兵第29旅団長を経て、1931年（昭和6年）8月1日に待命、同月29日に予備役に編入した。